# Schweizer Hochschulmeisterschaft im Ski Alpin 1925
Die 1. Schweizer Hochschulmeisterschaft im Ski Alpin (damals: Schweizerische Akademische Skimeisterschaft) fand vom 14. bis 15. Februar 1925 in Mürren (Bern) statt. Organisiert wird das Rennen vom Schweizerischen Akademischen Skiclub.

## Programm
| Tag     | Datum            | Zeit       | Disziplin         |
| ------- | ---------------- | ---------- | ----------------- |
| Samstag | 14. Februar 1925 | 11:00 Uhr  | Abfahrt           |
| Sonntag | 15. Februar 1925 | 11:00 Uhr  | Hartschneeslalom  |
| Sonntag | 15. Februar 1925 | Nachmittag | Weichschneeslalom |

## Medaillenspiegel

### Universität
| Platz | Land               |   |   |   |    |
| ----- | ------------------ | - | - | - | -- |
| 1     | Universität Bern   | 6 | 3 | 2 | 11 |
| 2     | ETH Zürich         | 0 | 1 | 0 | 1  |
| 3     | Universität Zürich | 0 | 0 | 3 | 3  |
| Total | Total              | 6 | 4 | 5 | 15 |

### Sportler
| Platz | Universität        | Sportler/in     |   |   |   |    |
| ----- | ------------------ | --------------- | - | - | - | -- |
| 1     | Universität Bern   | Walter Amstutz  | 5 | 0 | 0 | 5  |
| 2     | Universität Bern   | W. Richardet    | 1 | 2 | 1 | 4  |
| 3     | Universität Bern   | W. Jordi        | 0 | 1 | 1 | 2  |
| 4     | ETH Zürich         | Walter Kümmerly | 0 | 1 | 0 | 1  |
| 5     | Universität Zürich | Anton Escher    | 0 | 0 | 2 | 2  |
| 6     | Universität Zürich | Fortunat L’Orsa | 0 | 0 | 1 | 1  |
| Total | Total              | Total           | 6 | 4 | 5 | 15 |

## Ergebnisse

### Abfahrt
| Platz | Universität        | Sportler        | Zeit (min) |
| ----- | ------------------ | --------------- | ---------- |
| 01    | Universität Bern   | Walter Amstutz  | 6:53,8     |
| 02    | Universität Bern   | W. Jordi        | 7:55,4     |
| 03    | Universität Bern   | W. Richardet    | 8:35,8     |
| 04    | Universität Zürich | Walter Kümmerly | 9:41,8     |
| 05    | Universität Zürich | Anton Escher    | 9:50,8     |
| 06    | Universität Zürich | Fortunat L’Orsa | 9:57,8     |

Datum: 14. Februar 1925, 11:00 Uhr 

Starthöhe: 2147 m, Zielhöhe: 1570 m 

Höhenunterschied: 577 m 

13 Läufer am Start, davon 6 klassiert.
Titelverteidiger: 1. Austragung

### Hartschneeslalom
| Platz | Universität        | Sportler        | Zeit (min) |
| ----- | ------------------ | --------------- | ---------- |
| 01    | Universität Bern   | Walter Amstutz  | 1:40,0     |
| 02    | ETH Zürich         | Walter Kümmerly | 1:45,2     |
| 03    | Universität Zürich | Anton Escher    | 1:48,2     |
| 04    | Universität Bern   | W. Jordi        | 1:48,2     |
| 05    | Universität Bern   | W. Richardet    | 1:52,3     |
| 06    |                    | Steinegger      | 1:56,3     |
| 07    | Universität Zürich | Fortunat L’Orsa |            |
| 08    |                    | Rüfenacht       |            |
| 09    |                    | Kieffer         |            |
| 10    |                    | Rothpletz       |            |

Datum: 15. Februar 1925, 11:00 Uhr / ? Uhr
Titelverteidiger: 1. Austragung

### Weichschneeslalom
| Platz | Universität        | Sportler        | Zeit (min) |
| ----- | ------------------ | --------------- | ---------- |
| 01    | Universität Bern   | Walter Amstutz  | 1:67,0     |
| 01    | Universität Bern   | W. Richardet    | 1:67,0     |
| 03    | Universität Zürich | Fortunat L’Orsa | 1:76,2     |
| 04    | Universität Zürich | Anton Escher    | 1:77,8     |
| 05    | ETH Zürich         | Walter Kümmerly | 1:81,4     |
| 06    | Universität Bern   | W. Jordi        | 1:43,8     |
| 07    |                    | Rüfenacht       |            |
| 08    |                    | Steinegger      |            |

Datum: 15. Februar 1925
Titelverteidiger: 1. Austragung

### Slalomkombination
| Platz | Universität        | Sportler        | Note |
| ----- | ------------------ | --------------- | ---- |
| 01    | Universität Bern   | Walter Amstutz  | 1,00 |
| 02    | Universität Bern   | W. Richardet    | 1,06 |
| 03    | Universität Zürich | Anton Escher    | 1,12 |
| 04    | ETH Zürich         | Walter Kümmerly | 1,13 |
| 05    | Universität Zürich | Fortunat L’Orsa | 1,24 |
| 06    | Universität Bern   | W. Jordi        | 1,31 |

Datum: 15. Februar 1925

Addition der Zeiten des Hart- und Weichschneeslaloms
Titelverteidiger: 1. Austragung

### Schweizerische Akademische Skimeisterschaft
| Platz | Universität        | Sportler        | Note  |
| ----- | ------------------ | --------------- | ----- |
| 01    | Universität Bern   | Walter Amstutz  | 1,000 |
| 02    | Universität Bern   | W. Richardet    | 1,153 |
| 03    | Universität Bern   | W. Jordi        | 1,231 |
| 04    | ETH Zürich         | Walter Kümmerly | 1,268 |
| 05    | Universität Zürich | Anton Escher    | 1,273 |
| 06    | Universität Zürich | Fortunat L’Orsa | 1,342 |

Datum: 15. Februar 1925

Addition der Zeiten der Abfahrt und Der Slalomläufe
Titelverteidiger: 1. Austragung